# Lethal (argentinische Band)
Lethal ist eine argentinische Heavy-Metal-Band. Sie wurde 1988 unter dem Namen Legión gegründet und spielt Musik aus den Subgenres Thrash Metal, Speed Metal und Groove Metal.

## Geschichte
Die Band wurde 1988 als „Legión“ in Villa Martelli gegründet als traditionelle Heavy-Metal-Band, die sich relativ schnell dem Thrash Metal zuwandte. 1990 erschien ihr Debüt-Album Bienvenidos a mi reino, das fast vollständig mit englischen Texten erschien und den Song King of the Ring beinhaltete. Dieses Lied wurde von den Lesern des Madhouse-Magazins als bester argentinischer Song des Jahres gewählt. 1992 erschien das Album Warriors als zweites Album der Band.
1993 spielte die Band gemeinsam mit anderen argentinischen Bands wie Hermética, Pilsen, Attaque 77, Massacre und A.N.I.M.A.L. sowie den britischen UK Subs im argentinischen Gefängnis Lisandro Olmos und veröffentlichte das Live-Album Radio Olmos. Zudem spielte die Band mehrfach als Vorband bekannterer Metal-Bands wie Sepultura, Pantera und Anthrax.
1994 veröffentlichte die Band das erfolgreiche Album Maza, 1996 folgte Efecto tequila. Im gleichen Jahr verließ der Gitarrist Charly Guillén die Band aufgrund einer AIDS-Erkrankung, er starb im gleichen Jahr. Nach einer Pause veröffentlichte die Band 1999 das fünfte Album Lethal 5.0, ein Jahr später gab sie ihre Trennung bekannt.
2007 kam es zur Wiedervereinigung der Band und 2010 veröffentlichte sie mit Inyección Lethal mit neuer Besetzung ihr sechstes Album. 2015 folgte das Album Hasta la muerte.

## Diskografie

### Studioalben
- 1990: Bienvenidos a mi reino (Halley Records)
- 1992: Warriors (Halley Records)
- 1994: Maza (Iguana Records)
- 1996: Efecto tequila (Roadrunner Records-Argentina)
- 1999: Lethal 5.0 (Sum Records)
- 2010: Inyección Lethal (Lethal Records)
- 2015: Hasta la muerte (Del Imaginario Discos)

### Live-Alben
- 1993: Radio Olmos
- 2012: En vivo a través de los años (DVD)